# Эвритмия

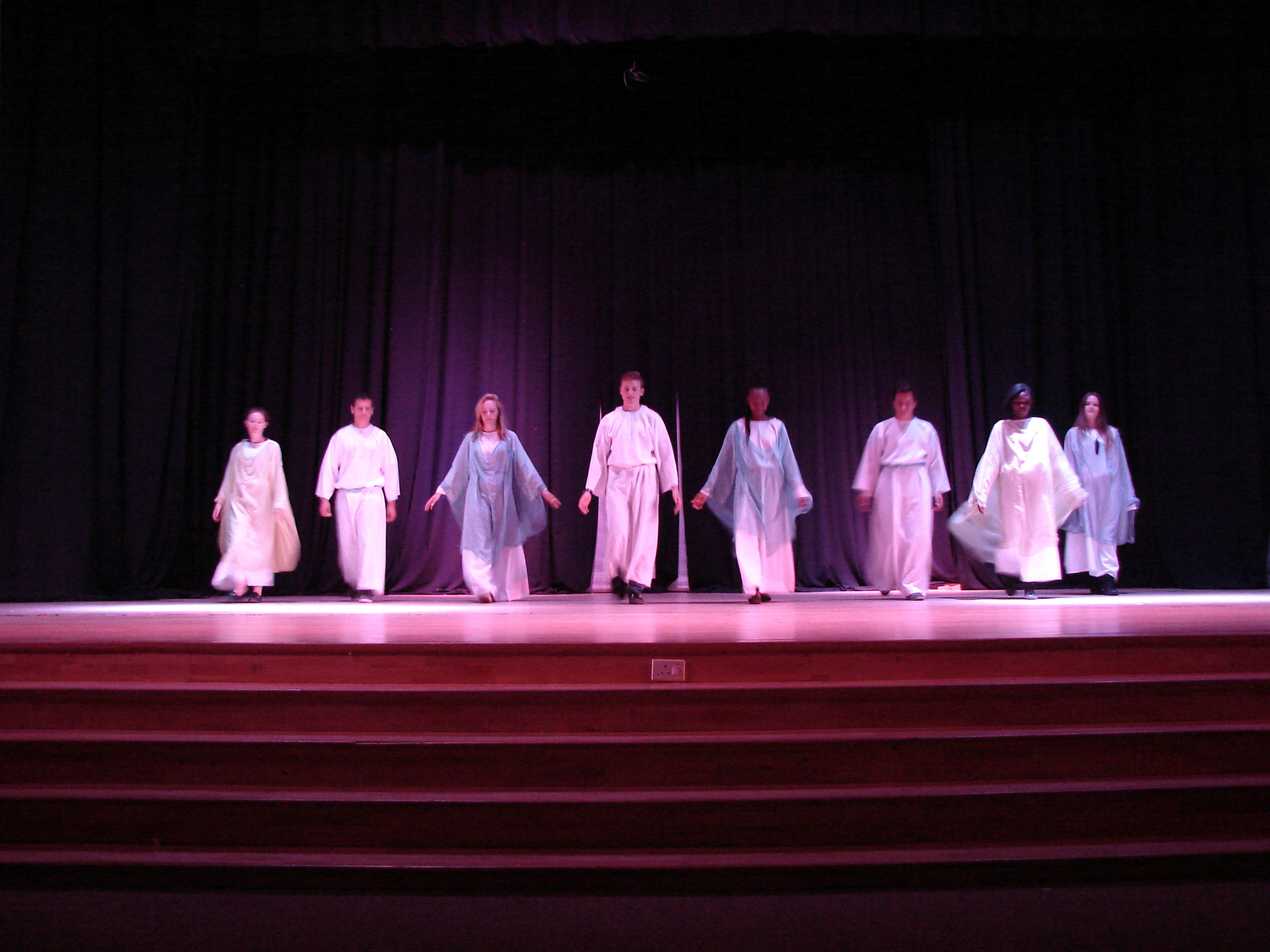
сценическая эвритмия

Эвритмия (др.-греч. εὐρυθμία — гармоничность) — искусство художественного движения, созданное Рудольфом Штейнером и совместно с Мари фон Сиверс в начале XX века в Европе.

## Описание
Основное базовое образование современного сценического эвритмиста или эвритмиста театра имеет несколько направлений, необходимых для изучения дисциплины:
1) Тон-эвритмия или музыкальная эвритмия. Отражает закономерности и звучание музыкального произведения с учётом музыкальных инструментов и музыкальной гармонии. 

2) Лаут-эвритмия или речевая эвритмия исполняется под устную декламацию (стихи или прозу) с учётом знания жестового эвритмического алфавита, душевных жестов, передачи цвета жестами. 

3) Штаб-эвритмия или эвритмия с медной палочкой, исполняется с учётом знаний 7 основных упражнений с медной палочкой, данных Рудольфом Штайнером. 

4) Изучение построения хореографических форм в эвритмии.
А также имеются три методических направления повышения квалификации эвритмиста: 

1) Педагогическая эвритмия (применяется в Вальдорфских школах и детских садах). 

2) Лечебная эвритмия (работа с пациентами). 

3) Социальная эвритмия или эвритмия на рабочих местах (работа с компаниями и корпорациями).

## История термина
Эвритмия — категория древнегреческой эстетики. Этот термин, введённый Аристотелем (384—322 гг. до н. э.), обозначал качество, которое позднее стали именовать словом «гармония» (согласие, созвучие, совершенная целостность). Древнеримский зодчий Витрувий в трактате «Десять книг об архитектуре» (18—16 гг. до н. э.) определил этим понятием «видимую соразмерность». Под симметрией Витрувий понимал «простую соразмерность», или метрическую норму, а под пропорциями — закономерную повторяемость, ритмическую, или динамическую, организацию элементов композиции. Эвритмия, таким образом, представляет собой наиболее общее понятие, это «приятная внешность и подобающий вид» (лат. venusta species et commoduscue aspectus).
В античном искусстве существовали две концепции «красоты формы», условно называемые «симметрической» и «эвритмической». Эвритмический тип гармоничных отношений, или пропорций, в практике античной архитектуры связывали с динамическими свойствами наклонных и диагональных линий; вертикаль и горизонталь соотносили с симметрией. Применительно к новейшей эстетике можно сказать, что эвритмия — это не просто гармоничные отношения частей формы, а более сложная целостность, включающая рациональные и иррациональные свойства, зрительное, или пластическое, движение и экспрессивную выразительность. Позднее два полюса формальной организации художественного произведения получили идеологическое содержание, их стали различать как «классическое» и «современное».
Ещё одно позднейшее значение термина «эвритмия» — искусство соединения движения, света и музыки. Именно в этом смысле термин «эвритмия» использовал Рудольф Штайнер. В 1913—1919 гг. по его проекту в Дорнахе близ Базеля (Швейцария) было сооружено из дерева необычное здание: Гётеанум (Goetheanum). «Храм мудрости» под руководством создателя антропософии строили энтузиасты из разных стран мира. Штайнер вначале назвал свое детище «Дорнахской постройкой», затем «Иоанновым зданием» (Johannesbau), по имени одного из персонажей своих драматических мистерий, а с 1918 г. — Goetheanum — по латинизированной форме имени И. В. Гёте, великого немецкого поэта, посвящённого в рыцари ордена розенкрейцеров, идеи, темы и образы которого Штайнер использовал в своём творчестве. В концепции Р. Штайнера получили развитие идеи Р. Вагнера о единении искусств (гезамткунстверк). Новый вид искусства, соединяющий драму, свет, цвет и музыку, австрийский мистик обозначил аристотелевским термином «эвритмия». Здание Гётеанума предназначалось для «художественно-драматических изображений» и должно было стать «воплощением живых элементов духоведения», но не в традиционных формах аллегории, символа, эмблемы, а посредством «органического формообразования». В новогоднюю ночь на 1 января 1923 г. деревянное здание сгорело. В 1924—1928 гг. построили новое из бетона. Внутри имеются росписи, витражи, выражающие, по определению Штайнера, «вибрации всех искусств».

## Медицинское использование
Сторонниками эвритмии заявляется о наличии лечебных свойств. Эвритмия является компонентом антропософской медицины, системы альтернативной медицины, которая подвергается критике как ненаучная, а также псевдонаучная и как «чистое шарлатанство».
Согласно заповедям антропософской медицины, у человека есть четыре аспекта, которые нуждаются в лечении: дух, душа, жизнь и материя.